# Puig Brosser
El puig Brosser és una muntanya de 1.220 metres situada al terme municipal de Maçanet de Cabrenys, a la comarca catalana de l'Alt Empordà.